# Residu (aritmètica)
El residu és, en la divisió de dos nombres enters, la diferència entre el dividend i el producte del divisor pel quocient enter. En notació matemàtica: :{\displaystyle r=a-qb}, on {\displaystyle a} és el dividend, {\displaystyle b} és el divisor, {\displaystyle q} és el quocient i {\displaystyle r} és el residu. El residu és més gran o igual que zero i més petit que el divisor.